# Владиславовское нефтегазовое месторождение
Владиславовское нефтегазовое месторождение — месторождение нефти и газа в Крыму, относится к Индоло-Кубанской нефтегазоносной области Южного нефтегазоносного региона Украины.
Расположено в юго-западной части Керченского полуострова в 12 км от г. Феодосия.
Приурочено к Владиславовской брахиантиклинали субширотного простирания (14х3 м, высота 200 м.), которая обнаружена в 1940 г. Первый приток нефти получен в 1956 г. с верхнекерлеутского горизонта в интервале 638—647 г. Продуктивными являются алеврито-песчанистые породы в глинистой толще. Коллекторы порового типа.
Расположение нефти пластовые, сводчатые, литологически ограничено. Режим залежей упругий и растворенного газа. Запасы начальные добывающих категорий А + В + С1: нефти — 12,6 тыс. т; растворенного газа — 2,1 млн м3. Плотность дегазированной нефти 817 кг/м3. Разрабатывается с 1956 г. Добыто 10,4 тыс. т нефти и 2,07 млн м3 газа.
В 2015 году лицензию на разработку месторождения получило ООО «Нефтегазбезопасность».